# Ajos Jakowos
Ajos Jakowos (gr. Αγιος Ιάκωβος, tur. Altınova) – wieś na Cyprze, w Dystrykcie Famagusta, 9 km na północny zachód od Trikomo. Znajduje się de facto pod zarządem Cypru Północnego.